# Глушко (лунный кратер)
Кратер Глушко (лат. Glushko) — крупный молодой ударный кратер в западной экваториальной области видимой стороны Луны. Название присвоено в честь советского учёного в области ракетно-космической техники; одного из пионеров ракетно-космической техники Валентина Петровича Глушко (1908—1989) и утверждено Международным астрономическим союзом в 1994 г. Образование кратера относится к коперниковскому периоду.

## Описание кратера

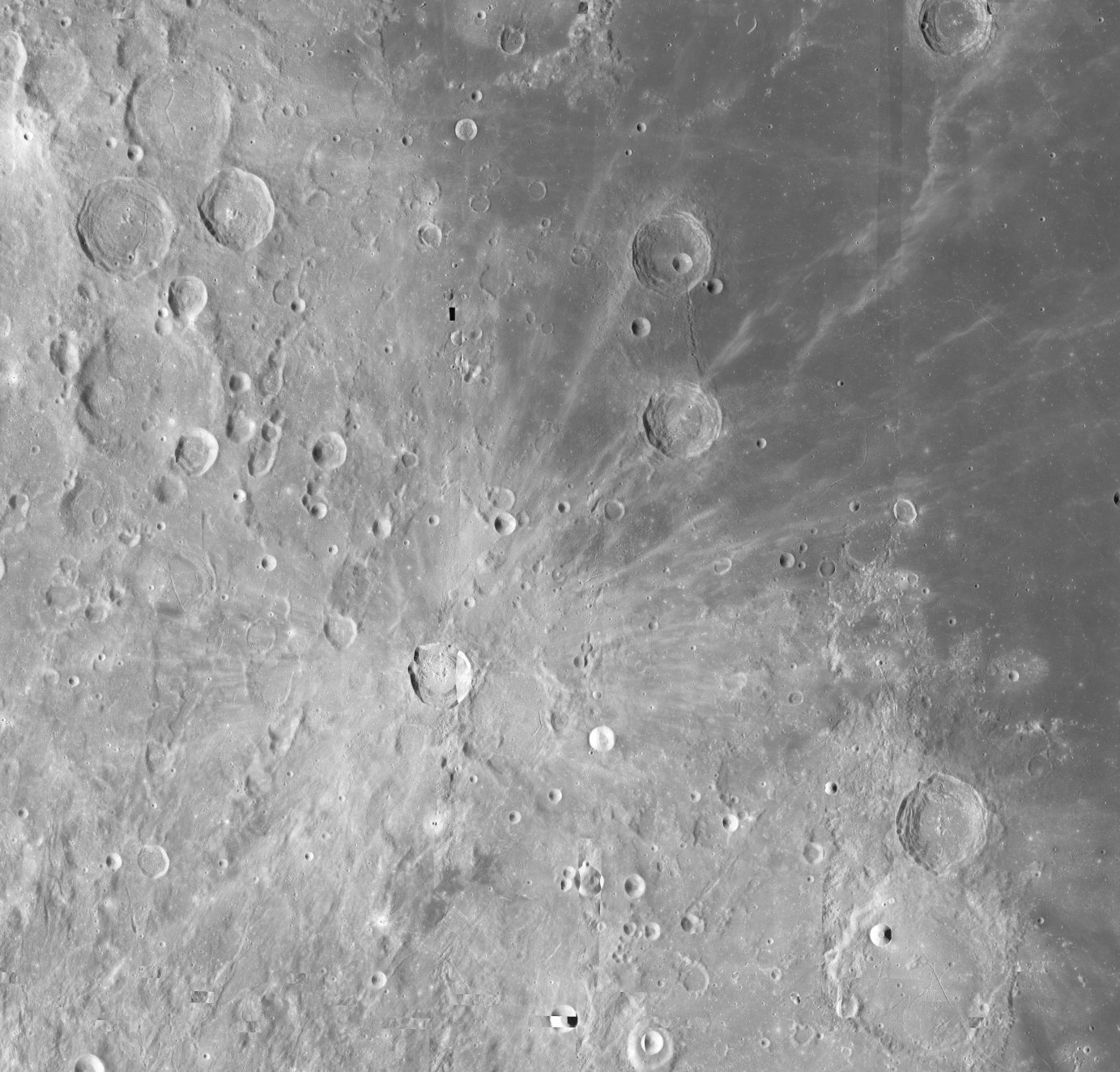
Система лучей кратера Глушко. Снимок Lunar Reconnaissance Orbiter.

Ближайшими соседями кратера являются кратер Васко да Гама на северо-западе, кратер Кардан на северо-востоке, кратер Ольберс примыкающий к кратеру Глушко на юго-востоке, а также кратер Гедин на юге. На западе-северо-западе от кратера находятся борозды Васко да Гама; на северо-востоке — борозда Кардана. Селенографические координаты центра кратера 8°07′ с. ш. 77°40′ з. д. / 8,11° с. ш. 77,67° з. д., диаметр 40,1 км, глубина 2,2 км.
Кратер имеет полигональную форму с четко очерченной кромкой вала, практически не подвергся разрушению. Внутренний склон вала имеет террасовидную структуру и следы обрушения пород. Средняя высота вала кратера над окружающей местностью 1060 м, объем кратера составляет приблизительно 1400 км³. Дно чаши кратера неровное, имеется группа центральных пиков.
Кратер имеет высокое альбедо, характерное для молодых кратеров, и является центром заметной лучевой системы.
До своего переименования в 1994 г. кратер Глушко именовался сателлитным кратером Ольберс А.

## Сателлитные кратеры
Отсутствуют.